# 愛媛銑鉄鋳物工業団地協同組合
愛媛銑鉄鋳物工業団地協同組合（えひめせんてついものこうぎょうだんちきょうどうくみあい）は、愛媛県西条市丹原町田野上方にある協同組合。

## 概要
1972年7月に愛媛県内の銑鉄鋳物製造業11社と機械加工業1社の計12社で設立。丹原町に工業団地を整備し、受電設備や試験設備などを組合で整備するなどの事業を行っている。
オイルショックや円高などによる景気変動の影響を受け、2020年11月現在は8社が組合員として操業を行っている。全国の大手メーカーを取引先に持ち、団地全体の鋳物生産量は四国の70％を占める。

## 沿革
- 1972年7月 - 「愛媛銑鉄鋳物工業団地協同組合」設立。
- 1973年4月 - 用地取得を開始。
- 1974年
  - 4月 - 土地造成を開始。
  - 7月 - 第一期工事（5社）着工。
  - 12月 - 第一期工事完成。
- 1975年
  - 4月 - 第二期工事（7社）着工。
  - 8月 - 第二期工事完成。
- 1976年1月 - 全社操業開始。
- 1981年6月 - 島津真空形カントレコーダー導入。
- 1993年11月　- 共同鋳物砂保管倉庫建設。
- 1996年10月 - 研修会館建設。
- 1997年12月 - 組合会館増設。
- 2002年1月 - 島津真空形カントレコーダー更新。
- 2005年1月 - 共同受電設備及びコンプレッサー設備更新。
- 2014年
  - 1月 - 島津真空形カントレコーダー更新。倒立型金属顕微鏡及び画像処理装置新設。
  - 2月 - 万能試験機更新。
  - 10月 - トラックスケール更新。
  - 11月　- 研修会館改修。

## 組合員
- 株式会社越智鋳造所
- 株式会社大亀製作所
- 株式会社栗田鋳造所
- 株式会社豊和工業
- 越智機械工業株式会社
- 株式会社日進鉄工所
- 愛媛シェル株式会社
- 有限会社二菊鋳物鉄工所